# حريم نهاية العالم
حريم نهاية العالم (باليابانية: 終末のハーレム، نقرحة: شوماتسو نو هاليمو، ترجمة حرفية: حريم النهاية) هي سلسلة مانغا وأنمي يابانية كتبت بواسطة المانغاكا لينك ورسوم وتوضيح الفنان كوتارو شونو. تم نشر الجزء الأول من مانغا في مجلة شونن جمب+ على الإنترنت التابعة لدار النشر شوئيشا في الفترة من مايو 2016 إلى يونيو 2020، في حين نشر الجزء الثاني، الذي كان تحت أسم حريم نهاية العالم: ما بعد العالم، في نفس المنصة في الفترة من مايو 2021 إلى مايو 2023. وجمعت فصولها في ثمانية عشر مجلد تانكوبون اعتبارا من يونيو 2023. وحصلت شركة سفن سيز انترتينمنت على حقوق نشر المانغا في أمريكا الشمالية ونشرت في مجلة غوست شيب المخصصة للبالغين بسبب محتواها الجنسي.
ألهمت هذه السلسلة المانغاكا لينك ليكتب سلسلتين مانغا إضافيتين الأولى بعنوان حريم نهاية العالم: فانتازيا و حريم نهاية العالم: بريتانيا لوميير، على التوالي. وصدرت دراما صوتية في مايو 2017 وأغسطس 2021. واقتبست إلى لعبة واقع افتراضي طورتها شركة دي أم أم جيمز و أطلقتها في مارس 2019. عرضت أول حلقة من مسلسل الأنمي التلفزيوني من إنتاج استوديو غوكومي وأكسيز في أكتوبر 2021 واستكملت في موسم شتاء 2022 من يناير إلى مارس 2022.

## ملخص القصة
تدور احداث القصة في طوكيو اليابان عام 2040، مع البطل ريتو ميزوهارا هو شاب تم وضعه في حالة تجميد تام أثناء انتظاره ليتم تطوير علاج منقذ للحياة من أجل علاج المرض النادر الذي يعاني منه و هو مرض تصلب الخلايا. و بعد خمس سنوات، يستيقظ ريتو ليكتشف أنه في هذه الفترة من الزمن، ظهر فيروس شديد العدوى وقاتل يسمى أم كيه (أو قاتل الرجال)، والذي يؤثر بشكل غامض على الذكور فقط، مما تسبب في وفاة حوالي 99.9٪ من سكان العالم الذكور باستثناء ما يقرب من مليون ناجٍ تم وضعهم في حالة تجميد شديد قبل الإصابة. و نتيجة دهشته الكبيرة، علم ريتو أيضًا أنه أحد الرجال الخمسة في اليابان الذين اكتسبوا بطريقة ما مناعة ضد فيروس أم كيه، ونتيجة لذلك، يطلب منه المشاركة في برنامج تربية عن طريق مضاجعة أكبر عدد ممكن من النساء حتى يتمكن أطفالهم من تعويض العدد المفقود سكان العالم. بينما يحقق ريتو في الأسرار المحيطة بفيروس أم كيه و الاختفاء الغامض لصديقة طفولته و حبيبته إليسا تاتشيبانا، يظهر المسلسل أيضًا وجهة نظر الرجال الآخرين الذين اكتسبوا مناعة ضد فيروس أم كيه، كل منهم بظروفه الخاصة.

## الشخصيات
ريتو ميزوهارا (باليابانية : 水原 怜人 ينطق باليابانية : ميزوهالا ليتو)
أداء صوتي: تايتشي إيتشيكاوا، ماكوتو كويتشي (صغير)
ريتو هو عالم و باحث يقرر تجميد جسده ، بينما ينتظر أنتاج علاج لمرضه النادر بعد أن يستيقظ، يكتشف أنه قد تم شفائه، لكن معظم الرجال في عالمه قد ماتوا بسبب تفشي فيروس أم كيه. و لديه مشاعر تجاه صديقته من الطفولة إليزا، و يرفض أن يتزوج أي من الفتيات الأخرى التي عرضتهم ميرا . بدلاً من ذلك ، يحاول العمل على إيجاد علاج لفيروس أم كيه .
ميرا سو (باليابانية : 周防 美来 يٌنطق باليابانية : سوو ميلا)
أداء صوتي: هاروكا شيرايشي
ميرا هي فتاة تم تعينها لرعاية ريتو الذي أكتشف إنها تشبه كثيراً صديقة ريتو الطفولة إيليسا ثم يكتشف ريتو لاحقًا أنها ميرا في الواقع نسخة إيليسا
إليسا تاتشيبانا (باليابانية : 橘 絵理沙 باليابانية : تاتشيبانا إيريسا)
{{أداء صوتي: هاروكا شيرايشي
إليسا هي صديقة طفولة ريتو منذ الطفولة باحثة ، كانت لديها مشاعر مشتركة مع ريتو في البحث عن الأمور المستقبلية أو كما تعرف بما بعد العالم يكشف أنها توفيت نتيجة إصابتها بمرض و تم تبرع بأعضاءها إلى ميرا.
أكاني ريوزوجي (باليابانية : 龍造寺 朱音 تُنطق باليابانية : ليوزوجي أكاني)
أداء صوتي: يو تايتشي
أكاني هي ممرضة ريتو الشريرة و والدتها كيهارا هي زعيمة مجلس الحكام اليابانيين
سوي يامادا (باليابانية : 山田 翠 تُنطق باليابانية : يامادا سوي)
أداء صوتي: آيا ياماني
سوي هي حارسة ريتو على الرغم من أنها تبدو كطفلة صغيرة ، فهي قوية بما فيه الكفاية لقتل دب غاضب .
ريا كاتاجيري (باليابانية : 片桐 麗亜 تُنطق باليابانية : كاتاجيلي ليّا)
أداء صوتي: كيكو واتانابي
ريا هي خادمة ريتو الجديدة بعد طرد ميرا لديها مشاعر سِحاقية ناحية ميرا و لا تحب ريتو لأنّه قريب منها
ماريا كورودا (باليابانية : 黒田 マリア تُنطق باليابانية : كولودا ماليا)
أداء صوتي: يوري كوزاكاي
ماريا هي عالمة فيروسات خجولة تساعد ريتو في صنع العلاج فعال للقضاء على فيروس إم كي و هي الأخت الكبرى لتشيفيو رين كورودا
ماهيرو ميزوهارا (باليابانية : 水原 まひる تُنطق باليابانية : ميزوهالا ماهيلو)
أداء صوتي: يوكينا شوتو
ماهيرو هي أخت ريتو الصغرى و التي تعمل في ملجأ للاجئين
كيوجي هينو (باليابانية : 火野 恭司 تُنطق باليابانية : هينو كيوجي)
أداء صوتي: تاكويا إيغوتشي
كيوجي هو رجل يعيش فقط لأرضاء شهواته و لذاته الجنسية و يريد أن يتحقق حلمه بالعيش في عالم من النساء فقط
نينكو إيسوراوجي (باليابانية : 石動 寧々子 تُنطق باليابانية : إيسولوجي نينيكو)
أداء صوتي: شيزوكا إيشيغامي
نينيكو هي خادمة كيوجي هينو
رينا كيتاياما (باليابانية : 北山 玲奈 تُنطق باليابانية : كيتاياما لينا)
أداء صوتي: ساتومي أمانو
رينا هي ممثلة سابقة أصبحت واحدة من عشيقات كيوجي هينو.
شوتا دوي (باليابانية 土井 翔太 تُنطق باليابانية : دوي شوتا)
أداء صوتي: كازوكي أورا
شوتا هو فتى يرتدي نظارات قرر أن يجمد جسده لحين إيجاد علاج لمرضه التصلب المتعدد و في نفس الوقت لديه مشاعر حب تجاه معلمته يوزوكي، و يختارها كشركته الأولى في الزواج . في وقت لاحق في المسلسل، يحدث تغيير ويصبح أول رئيس للجمهورية اليابانية .
كارين كاميا (باليابانية : 神谷 花蓮 تُنطق باليابانية : كاميا كالين)
أداء صوتي: أيانا تاكيتاتسو
كارين خادمة شوتا التي تتآمر سراً للسيطرة على العالم
يوزوكي هانيو (باليابانية : 羽生 柚希 تُنطق باليابانية : هانيو يوزوكي)
أداء صوتي: ماريكا هاياسي
يوزوكي معلمة شوتا التي تصبح حبيبته في وقت لاحق
شونكا هيراغاي (باليابانية : 柊 春歌 تُنطق باليابانية : هيلاغاي شونكا)
أداء صوتي: هاروكا ميتشي
شونكا هي زميلة شوتا في الصف و حبيبته التي تتعرض للتنمر مثلة
ناتسو إيتشيجو (باليابانية : 一条 奈都 تُنطق باليابانية : إيتشيجو ناتسو)
أداء صوتي: آريسا أيهارا
ناتسو هي زميلة شوتا في الصف و حبيبته و هي فتاة غنية اعتادت أن تكون في زواج منظم ولم تعتاد على القيام بالمهام البسيطة مثل ارتداء ملابسها
أكيرا تودو (باليابانية : 東堂 晶 تُنطق باليابانية : تودو أكيلا)
أداء صوتي: ريهو ايدا
زميلة شوتا في الصف و حبيبته و هي رياضية
تشيفويو رين كورودا (باليابانية : 黒田・レイン・ちふゆ تُنطق باليابانية : تشيفويو لين كولودا)
أداء صوتي: ناتسومي تاكاموري
تشيفويو رين هي زميلة شوتا في الصف التي تحسد الآخرين و حقيقة أن شوتا . لا بجذبها لأنها تبدو كطفلة . هي أخت ماريا كورودا الأصغر
شيون هوشينو (باليابانية : 星野 汐音 تُنطق باليابانية : هوشينو شيون)
أداء صوتي: رينا أويدا
شيون هي زميلة شوتا في الصف التي كانت تتجاهله عندما يتعرض للتنمر
إيريكا (باليابانية : エリカ تُنطق باليابانية : إيليكا)
أداء صوتي: يوكي كودو 
إيريكا هي حبيبة المتنمر تاكاميتسو الذي يتنمر على شوتا و هي تفعل مثله أيضاً
كلوي مانسفيلد (باليابانية : クロエ・マンスフィールド تُنطق باليابانية : كوروي مانسوفيردو)
أداء صوتي: رومي أوكوبو
كلوي هي فتاة أمريكي الجنسية حاولت إغواء ريتو و تظهر على أنها قائدة مجموعة من المرتزقة في " ما بعد العالم " ، يكشف عن أنه تم غسل دماغها من قبل منظمة الإرهابية التي تدعي "رحم مريم العذراء" لتصبح واحدة من أتباعهم . بعد أن تمكنت من استعادة ذكرياتها، تُنتقم كلوي بقتل الحكماء الثلاثة لأنهم غسلوا دماغها و تسببوا في موت الرجل الذي أحببته.

## النشر

### السلسلة الرئيسية
بدأت قصة حريم نهاية العالم التي كتبت بواسطة المانغاكا لينك و رسوم و توضيح الفنان كوتارو شونو .  تم نشر الجزء الأول من المانجا في المجلة الإلكترونية شونين جمب+ على الإنترنت التابعة لعملاق النشر شوئيشا في الفترة من 8 مايو 2016   ، في مايو 2020، أُعلن أن الجزء الأول من المانجا وصل إلى ذروته .  انتهى الجزء الأول من المانجا بفصله 85 في 21 يونيو 2020.  في مارس 2021، أُعلن أن الجزء الثاني من المانجا، بعنوان حريم نهاية العالم : (أحداث ) ما بعد العالم ( باليابانية : 終末のハーレム After World ، تُنطق باليابانية : شوماتسو نو هاليمو : أفاتا ولدوو ، ترجمة حرفية : حريم النهاية : ما بعد العالم ) و تم إطلاقها في نفس المنصة في الفترة من 9 مايو 2021 .  و تم نشر الفصل الأخير من المجلد الأخير في 4 ديسمبر 2022 .  و في 7 مايو 2023 أعلن عن توقف سلسلة المانغا بشكل نهائي . و قامت شركة شوئيشا بجمع فصولها في مجلدات تانكوبون فردية. بحبث تم نشر المجلد الأول في 2 سبتمبر 2016. تم جمع فصولها في ثمانية عشر مجلد تانكوبون اعتبارا من 2 يونيو 2023 .  و حصلت شركة سيفين سيز إينترتينمنت على حقوق نشر المانغا في أمريكا الشمالية و تم نشرها في مجلة غوست شيب المخصصة للبالغين بسبب محتواها الجنسي و حدث ذلك في أكتوبر 2017 . 

### سلاسل ذات صلة
هذه السلسلة ألهمت المانغاكا لينك ليكتب سلسلتين مانجا إضافيتين الأولى بعنوان حريم نهاية العالم : فانتازيا و التي رسمها سيفين و نشرت في مجلة ألترا جامب للمانجا السينن التابعة لشركة شوئيشا في 19 أبريل 2018.  كما تم نشره على تطبيق شونين جامب بلس + و تطبيق الهاتف المحمول يانغ جامب ! .  في أبريل 2019، قامت شركة سيفين سيز إنترتيمنت بترخيص المانجا ليتم اصدارها باللغة الإنجليزية في مجلة غوست شيب المخصصة للقراء البالغين. 
بدأت سلسلة فرعية أخرى و هي حريم نهاية العالم : بريتانيا لوميير و التي كتبها المانغاكا لينك و رسم كيرا إيتو ،و تم نشرها على تطبيق شونين جامب بلس + و تطبيق الهاتف المحمول مانغا ميي في 26 يونيو 2020.  كما نشرت شركة شويئشا أيضًا السلسلة باللغة الإنجليزية مجانًا على تطبيق مانغا بلس في نفس الوقت.  في ديسمبر 2020، توقفت السلسلة بعد إصدار الفصل السابع عشر بسبب الحالة الصحية لكيرا إيتو، لكنها استأنفت السلسلة لاحقًا في يونيو 2021.  انتهت السلسلة رسميًا في 29 يوليو 2021، مع إصدار الفصل الثاني والعشرين منها . 

## وسائل الإعلام ذات الصلة

### أنيمي
في مايو 2020، أُعلن أن السلسلة ستحصل على سلسلة أنمي متلفز مقتبس.  تم إنتاج الانمي عن طريق عمل مشترك بين ستديو غوكومي واكسيز ، و تم تعيين مع يو نوبوتا كمخرج للعمل و تاتسويا تاكاهاشي ككاتب سيناريو.   بينما عمل ماسارو كوسيكي كمصمم للشخصيات، بينما عمل الموسيقي شيجينوبو أوكاوا بتأليف موسيقى المسلسل.  و تم عرض الحلقة الأولى من المسلسل لأول مرة في 8 أكتوبر 2021،  بينما تم تأجيل الحلقات اللاحقة إلى يناير 2022 بسبب الحاجة إلى "فحص إنتاج الأنمي عن كثب بسبب بعض المشاهد التي كانت بحاجة ماسة للتنقيح ". و تم استئناف بث المسلسل على قنوات Tokyo MX وBS Fuji وAT-X في الفترة من 7 يناير 2022 إلى 18 مارس 2022 حيث تم عرض 11 حلقة ، بدءًا من الحلقة الأولى.     الشارة الافتتاحية هي "Just Do It" بالعربية فقط أفعلها غناء هيليكال ، بينما شارة النهاية هي "Ending Mirage" بالعربية : نهاية السراب غناء إكسينا . 
في أغسطس 2021 ، أعلنت شركة كرانشي رول أنها حصلت على حقوق بث الأنمي في جميع أنحاء العالم، باستثناء الأراضي الواقعة في منطقة جنوب و جنوب شرق آسيا  بينما قامت شركة ميوز كوميونيكيشن بترخيص المسلسل ليتم بثه في جنوب وجنوب شرق آسيا. 

### الدراما الصوتية
تم إصدار دراما صوتية مبنية على المانجا على موقع شونين جامب بلس + الرسمي لمدة تسعة أيام متتالية في الفترة من 28 مايو إلى 5 يونيو 2017. بسبب محتواها الجنسي الصريح ، تم حذف بعض أجزاء الدراما ليتم نشرها على الإنترنت ، و تم عمل نسخة غير محجوبة تطلب تسجيل في الموقع و كلمة مرور لفتح محتواها.  بدأ إصدار دراما صوتية أخرى على اليوتيوب في 27 أغسطس 2021. 

### لعبة الفيديو
في نوفمبر 2018، أُعلن أن المانجا ستحصل على لعبة واقع افتراضي تم تطويرها بواسطة شركة دي أم أمي للألعاب ، حيث أعلن قسم ألعاب الفيديو التابع للشركة .  عن أنشاء اللعبة تحت عنوان " حريم نهاية العالم الواقع الافتراضي " تم تقسيم قصة اللعبة إلى ثلاثة فصول مختلفة مدة كل منها خمس دقائق والتي أعادت إنتاج مشاهد شهيرة من السلسلة، وبطولة شيزوكا إيتو في دور ميرا سو و ماري مياكي في دور أكيرا تودو و يو أساكوا في دور أكاني ريوزوجي و يمثل اللاعب دور ريتو ميزوهارا حيث يتفاعل مع الشخصيات الثانوية على إنه هو .  و تم إطلاق اللعبة بشكل رسمي في 4 مارس 2019. 

## الاستقبال

### الشعبية
بحلول نوفمبر من عام 2018 ، تجاوزت مبيعات المانجا لـ 3 ملايين نسخة متداولة ؛  و أكثر من 5 ملايين نسخة متداولة بحلول شهر ديسمبر من العام 2020  وأكثر من 7 ملايين نسخة متداولة في شهر ديسمبر من العام 2021؛  وأكثر من 9 ملايين نسخة متداولة بحلول شهر مايو من العام 2023.  و بسبب شعبية المانجا، أصبحت بعض شخصياتها موضوعات تنكرية شائعة، مما تسبب في اتجاه في اليابان حيث يحاول المعجبون تكرار أزيائهم الشهيرة.  للاحتفال بإصدار المجلد الخامس من المانجا، أقيم حدث تعاوني اقامه القائمين على مجلة شويشا للبالغين بلاي بوي الاسبوعية ، حيث تم اختيار 200 فائز للمشاركة في حدث حقيقي أقيم في 17 مارس 2018، في أحد الحانات في حي شينجوكو ، بالعاصمة اليابانية طوكيو ، حيث تمكنوا من التقاط صور مع الايدولز التي ترتدي شخصيات أنثوية من المسلسل أمثال ميرا ، أكاني ... إلخ . 

### الاستجابة النقدية
تلقى السلسلة استقبالاً متباينا من النقاد. في حين تم الثناء على نهجه الفريد في التعامل مع نوع الحريم ، فقد تم انتقاده أيضًا بسبب إعداده بشكل شبه مروع ، حيث شعر العديد من المراجعين أن هذا النوع من أدب ما بعد الكارثة " لا يتناسب مع السلاسل التي تعتمد على الحريم ".  و صرح ماكسويل فريدمان من موارد الكتب المصورة كوميك بوك ريسورسيز ، "لقد كان نوع الحريم مثيرًا للجدل منذ فترة طويلة. تتراوح الانتقادات من التافهة والمكررة إلى اللعنات وكراهية النساء . لكن حريم نهاية العالم لم يفعل الكثير لمواجهة هذه الانتقادات، لكنه يتمتع ببعض العمق الخادع. مع استمرار المانجا، تصبح المانغا نفسية بشكل متزايد، وتستكشف التداعيات البائسة لمستقبل للإناث فقط بدلاً من تمجيده ببساطة باعتباره جنة للذكور. هذا لا يغير حقيقة أن غالبية جاذبية المانجا تكمن بالطبع في خدمة المعجبين ". 

## روابط خارجية
- الموقع الرسمي
 باللغة اليابانية
- الموقع الرسمي
 باللغة اليابانية
- حريم نهاية العالم (مانغا) في شبكة أخبار الأنمي

قالب:Shōnen Jump Plusقالب:Studio Gokumiقالب:AXsiZ
1. 1 2 3 4 5  "AniList" (بالإنجليزية). Retrieved 2022-12-24.
2. 1 2 3  "ماي أنمي ليست" (بالإنجليزية). Retrieved 2022-12-24.
3. 1 2 3  "MangaUpdates" (بالإنجليزية). Retrieved 2022-12-24.
4. 1 2  "Anime-Planet" (بالإنجليزية). Retrieved 2022-12-24.
5. ↑  Harding، Daryl (22 أغسطس 2021). "World's End Harem TV Anime Bares All in New Visual and Very NSFW Trailer". كرانشي رول. مؤرشف من الأصل في 2021-08-26. اطلع عليه بتاريخ 2021-08-26.
6. 1 2 3 4  Hodgkins، Crystalyn (19 ديسمبر 2020). "World's End Harem Anime's Teaser Promo Video Streamed". شبكة أخبار الأنمي. مؤرشف من الأصل في 2021-08-22. اطلع عليه بتاريخ 2021-08-26.
7. 1 2 3 4 5 6  Loo، Egan (10 مارس 2021). "World's End Harem Anime Announces 6 More Cast Members (Updated)". شبكة أخبار الأنمي. مؤرشف من الأصل في 2021-03-10. اطلع عليه بتاريخ 2021-03-10.
8. 1 2 3 4 5  Pineda، Rafael Antonio (4 يونيو 2021). "World's End Harem Anime Reveals 7 More Cast Members". شبكة أخبار الأنمي. مؤرشف من الأصل في 2021-06-04. اطلع عليه بتاريخ 2021-06-04.
9. ↑  Hodgkins، Crystalyn (21 يناير 2022). "Reina Ueda, Youki Kudou Join Cast of World's End Harem Anime". شبكة أخبار الأنمي. مؤرشف من الأصل في 2022-01-22. اطلع عليه بتاريخ 2022-01-21.
10. ↑  Harding، Daryl (21 يناير 2022). "Reina Ueda, Yuki Kudo Join World's End Harem TV Anime". Crunchyroll. مؤرشف من الأصل في 2022-01-22. اطلع عليه بتاريخ 2022-01-22.
11. ↑  Hodgkins، Crystalyn (5 فبراير 2022). "Rumi Okubo Joins Cast of World's End Harem Anime". شبكة أخبار الأنمي. مؤرشف من الأصل في 2022-02-05. اطلع عليه بتاريخ 2022-02-05.
12. ↑  アニメ「終末のハーレム」水原怜人、周防美来の声を聴けるティザーPV公開. Comic Natalie (باليابانية). Natasha, Inc. 20 Dec 2020. Archived from the original on 2021-08-27. Retrieved 2021-08-27.
13. ↑  宵野コタローのエロサスペンス「終末のハーレム」眠りから覚めると世界は一変. Comic Natalie (باليابانية). Natasha, Inc. 8 May 2016. Archived from the original on 2019-12-23. Retrieved 2020-05-12.
14. ↑  Lacerna، Michael (13 أغسطس 2021). "Shonen Jump+ Creators Release New Illustrations for Japan's Obon Festival". موارد الكتب المصورة. مؤرشف من الأصل في 2021-08-28. اطلع عليه بتاريخ 2021-08-28.
15. ↑  Hodgkins، Crystalyn (10 مايو 2020). "World's End Harem Manga Reaches 'Climax' of 1st Part". شبكة أخبار الأنمي. مؤرشف من الأصل في 2020-05-14. اطلع عليه بتاريخ 2020-05-12.
16. ↑  Hazra، Adriana (8 يونيو 2020). "World's End Harem Manga Ends 1st Part on June 21". شبكة أخبار الأنمي. مؤرشف من الأصل في 2020-06-28. اطلع عليه بتاريخ 2020-06-08.
17. ↑  Pineda، Rafael Antonio (28 مارس 2021). "World's End Harem Manga Resumes With 2nd Part, New Title on May 9". شبكة أخبار الأنمي. مؤرشف من الأصل في 2021-08-27. اطلع عليه بتاريخ 2021-08-27.
18. ↑  Cayanan، Joanna (24 أكتوبر 2022). "World's End Harem Manga Enters Last Arc". شبكة أخبار الأنمي. مؤرشف من الأصل في 2023-01-01. اطلع عليه بتاريخ 2023-01-01.
19. ↑  近未来エロティックサスペンス「終末のハーレム」約7年の連載に幕、完結記念プレゼントも. Comic Natalie (باليابانية). Natasha, Inc. 7 May 2023. Archived from the original on 2023-05-17. Retrieved 2023-05-06.
20. ↑  Pineda، Rafael (28 مارس 2023). "World's End Harem: After World Manga Ends on May 7 (Updated)". شبكة أخبار الأنمي. مؤرشف من الأصل في 2023-05-07. اطلع عليه بتاريخ 2023-05-08.
21. ↑  終末のハーレム 1 (باليابانية). شوئيشا. Archived from the original on 2019-12-23. Retrieved 2020-05-12.
22. ↑  終末のハーレム 18 (باليابانية). شوئيشا. Archived from the original on 2023-05-09. Retrieved 2023-06-02.
23. ↑  Ressler، Karen (11 أكتوبر 2017). "Seven Seas Launches Mature Reader Imprint With Yuuna and the Haunted Hot Springs, World's End Harem Manga". شبكة أخبار الأنمي. مؤرشف من الأصل في 2017-11-06. اطلع عليه بتاريخ 2020-05-12.
24. ↑  「終末のハーレム」がダークファンタジーに、新シリーズ「ファンタジア」がUJで. Comic Natalie (باليابانية). Natasha, Inc. 19 Apr 2018. Archived from the original on 2019-12-23. Retrieved 2020-05-12.
25. ↑  Loo، Egan (18 أبريل 2019). "Seven Seas Licenses World's End Harem: Fantasia, Destiny Lovers, Saki the Succubus Hungers Tonight Manga". شبكة أخبار الأنمي. مؤرشف من الأصل في 2020-12-15. اطلع عليه بتاريخ 2021-08-26.
26. ↑  Pineda، Rafael Antonio (17 أبريل 2020). "World's End Harem: Fantasia Manga Gets Academy Spinoff Manga". شبكة أخبار الأنمي. مؤرشف من الأصل في 2020-06-07. اطلع عليه بتاريخ 2021-08-28.
27. ↑  Pineda، Rafael Antonio (13 مايو 2020). "World's End Harem Gets 3rd Spinoff Manga With Reverse Harem Story". شبكة أخبار الأنمي. مؤرشف من الأصل في 2020-05-18. اطلع عليه بتاريخ 2020-05-13.
28. ↑  Hazra، Adriana (21 أغسطس 2020). "Shueisha's Manga Plus Service Adds World's end harem ~Britannia Lumiére~ Manga". شبكة أخبار الأنمي. مؤرشف من الأصل في 2021-08-26. اطلع عليه بتاريخ 2021-08-26.
29. ↑  Hazra، Adriana (21 ديسمبر 2020). "World's End Harem Spinoff Manga Goes on Hiatus". شبكة أخبار الأنمي. مؤرشف من الأصل في 2020-12-21. اطلع عليه بتاريخ 2020-12-21.
30. ↑  Hazra، Adriana (1 أغسطس 2021). "Kira Etō's World's End Harem ~Britannia Lumiére~ Manga Ends". شبكة أخبار الأنمي. مؤرشف من الأصل في 2021-08-26. اطلع عليه بتاريخ 2021-08-26.
31. ↑  『終末のハーレム』テレビアニメ化決定。LINK氏(原作)＆宵野コタロー氏(漫画)からのスペシャルメッセージが到着. فاميتسو (باليابانية). 12 May 2020. Archived from the original on 2021-08-27. Retrieved 2021-08-27.
32. ↑  ＜終末のハーレム＞追加キャストに竹達彩奈、飯田里穂 「ジャンプ＋」人気マンガがテレビアニメ化 (باليابانية). Yahoo! Japan. 4 Jun 2021. Archived from the original on 2021-08-27. Retrieved 2021-08-27.
33. ↑  Hodgkins، Crystalyn (17 أبريل 2021). "The Faraway Paladin Light Novels Get TV Anime in October". شبكة أخبار الأنمي. مؤرشف من الأصل في 2021-04-22. اطلع عليه بتاريخ 2021-08-28.
34. ↑  Pineda، Rafael Antonio (6 ديسمبر 2020). "World's End Harem Anime Reveals Cast, Staff, Visual". شبكة أخبار الأنمي. مؤرشف من الأصل في 2021-02-17. اطلع عليه بتاريخ 2020-12-06.
35. ↑  Hazra، Adriana (5 سبتمبر 2021). "World's End Harem Anime Premieres on October 8 (Updated)". شبكة أخبار الأنمي. مؤرشف من الأصل في 2021-09-05. اطلع عليه بتاريخ 2021-09-05.
36. ↑  Mateo، Alex (7 أكتوبر 2021). "World's End Harem Anime's Episode 2 and Later Delayed to January (Updated)". شبكة أخبار الأنمي. مؤرشف من الأصل في 2021-10-08. اطلع عليه بتاريخ 2021-10-07.
37. ↑  Pineda، Rafael Antonio (26 نوفمبر 2021). "World's End Harem Anime Reveals New January 7 Premiere Date". شبكة أخبار الأنمي. مؤرشف من الأصل في 2021-11-26. اطلع عليه بتاريخ 2021-11-26.
38. ↑  アニメ「終末のハーレム」メインキャストに市川太一、白石晴香、大地葉、山根綺. Comic Natalie (باليابانية). Natasha, Inc. 7 Dec 2020. Archived from the original on 2021-08-22. Retrieved 2021-08-27.
39. ↑  【周囲に注意】アニメ『終末のハーレム』刺激強めのPV解禁！. Dengeki Online (باليابانية). 23 Aug 2021. Archived from the original on 2021-08-28. Retrieved 2021-08-28.
40. ↑  Loo، Egan (21 أغسطس 2021). "World's End Harem Anime's Full Promo Video Unveils Theme Songs, More Staff, October Debut". شبكة أخبار الأنمي. مؤرشف من الأصل في 2021-08-22. اطلع عليه بتاريخ 2021-08-21.
41. ↑  Pineda، Rafael Antonio (6 أغسطس 2021). "Crunchyroll Streams Muv-Luv Alternative, The Faraway Paladin, The Strongest Sage With the Weakest Crest Anime (Updated)". شبكة أخبار الأنمي. مؤرشف من الأصل في 2021-08-06. اطلع عليه بتاريخ 2021-08-06.
42. ↑  Pineda، Rafael Antonio (14 سبتمبر 2021). "Muse Malaysia, Indonesia License World's End Harem Anime". شبكة أخبار الأنمي. مؤرشف من الأصل في 2021-09-16. اطلع عليه بتاريخ 2021-09-16.
43. ↑  「終末のハーレム」3巻、メイティングシーンのボイスドラマ聴けるパス付き. Comic Natalie (باليابانية). Natasha, Inc. 2 Jun 2017. Archived from the original on 2021-08-29. Retrieved 2021-08-29.
44. ↑  ＜終末のハーレム＞“ハーレム体験”バイノーラルボイスドラマ公開 魅惑の美女続々 第1弾は「周防美来ver.（CV.白石晴香）」 (باليابانية). Yahoo! Japan. 27 Aug 2021. Archived from the original on 2021-08-29. Retrieved 2022-01-08.
45. ↑  Loveridge، Lynzee (5 نوفمبر 2018). "Erotic World's End Harem Manga Gets VR Version". شبكة أخبار الأنمي. مؤرشف من الأصل في 2021-08-28. اطلع عليه بتاريخ 2021-08-28.
46. ↑  Loveridge، Lynzee (27 فبراير 2019). "Erotic World's End Harem Manga's VR Version Reveals Voice Cast". شبكة أخبار الأنمي. مؤرشف من الأصل في 2021-08-28. اطلع عليه بتاريخ 2021-08-28.
47. ↑  『終末のハーレム』人気のシーンを映像化したシリーズ初のVR作品第1弾が配信開始！「AnimeJapan 2019」では体験版映像の配布やトークイベントも実施！. Animate Times (باليابانية). Animate. 4 Mar 2019. Archived from the original on 2021-08-28. Retrieved 2021-08-28.
48. ↑  Hodgkins، Crystalyn (3 نوفمبر 2018). "Roundup of Newly Revealed Print Counts for Manga, Light Novel Series - October 2018". شبكة أخبار الأنمي. مؤرشف من الأصل في 2019-06-29. اطلع عليه بتاريخ 2020-05-12.
49. ↑  TVアニメ『終末のハーレム』メインキャラの怜人（CV.市川太一）と美来（CV.白石晴香）のボイス聞けるティザーPV公開！. Animate Times (باليابانية). Animate. 20 Dec 2020. Archived from the original on 2021-08-29. Retrieved 2021-08-29.
50. ↑  「終末のハーレム」からのクリスマスプレゼント♪ 周防美来、北山玲奈、東堂晶の描き下ろしイラスト公開. AnimeAnime.jp (باليابانية). 24 Dec 2021. Archived from the original on 2023-04-23. Retrieved 2023-05-06.
51. ↑  近未来エロティックサスペンス「終末のハーレム」約7年の連載に幕、完結記念プレゼントも. Comic Natalie (باليابانية). Natasha, Inc. 7 May 2023. Archived from the original on 2023-05-17. Retrieved 2023-05-06.
52. ↑  「終末のハーレム」のキャラ衣装で、馬場ふみかが「お願い」と迫りくる. Comic Natalie (باليابانية). Natasha, Inc. 13 Apr 2017. Archived from the original on 2021-08-29. Retrieved 2021-08-29.
53. ↑  漫画『終末のハーレム』のリアルイベント3・17開催 グラビアアイドルと写真撮影も. Oricon News (باليابانية). أوريكون. 2 Feb 2018. Archived from the original on 2021-08-29. Retrieved 2021-08-29.
54. ↑  Greenall، Jonathon (22 أغسطس 2021). "World's End Harem: Britannia Lumiére Is an Expert Reversal of the Main Series". موارد الكتب المصورة. مؤرشف من الأصل في 2021-08-31. اطلع عليه بتاريخ 2021-08-31.
55. ↑  Freedman، Maxwell (5 يونيو 2020). "World's End Harem: The Controversy Behind the Upcoming NSFW Anime". موارد الكتب المصورة. مؤرشف من الأصل في 2021-08-30. اطلع عليه بتاريخ 2021-08-30.